# ウメブラ
ウメブラは、『大乱闘スマッシュブラザーズシリーズ』を用いたゲーム競技大会である。2014年より日本の関東地方を中心に開催され、2019年からは一般社団法人 令和トーナメントが運営する。

## 概要
本大会の名称は、主催者のプレイヤー名「うめき」と「スマブラ」を併せた造語である。
ユーザーが開催するeスポーツ大会としては日本最大級の規模となっている。東京を中心に年に複数回開催され、その当時に発売されている「大乱闘スマッシュブラザーズ」シリーズ最新作品の最新バージョンを用いる。本大会に開催参加資格はなく、オープントーナメントの形式を採る。
有志が開催する非公式大会ではあるが、アメリカのサードパーティ「Panda Global」社が公開する大乱闘スマッシュブラザーズSPECIAL 競技向けプレイヤー世界ランキングでは、評価方法として日本の大会として最大の比重が置かれている。そのため日本のプレイヤーのみならず海外のプレイヤーもエントリーする大会となっている。
闘会議2016, 2017, 2018 では、「『大乱闘スマッシュブラザーズ for Wii U』niconicoチャンピオンシップ2017@闘会議2017」の予選大会の運営をウメブラが担当した。